# Кайтанак (село)
Кайтанак (алт. Кайтанак) — село в Усть-Коксинском районе Республики Алтай России. Входит в состав Огнёвского сельского поселения.

## География
Расположено в приграничной территории юго-западной части Республики Алтай в горно-степной зоне и находится у реки Катунь, у впадения р. Уюлушка.
Уличная сеть состоит из четырёх географических объектов: ул. Ленина, ул. Молодёжная, ул. Новая, ул. Проточная.

## Население
| 2010 | 2011 | 2012 | 2013 | 2014 | 2015 |
| ---- | ---- | ---- | ---- | ---- | ---- |
| 360  | ↗361 | ↘353 | ↗355 | ↗356 | ↘349 |
| 2016 |      |      |      |      |      |
| ↘337 |      |      |      |      |      |

Национальный состав
Согласно результатам переписи 2002 года, в национальной структуре населения русские составляли 79 % от общей численности населения в 418 жителей

## Инфраструктура
Личное подсобное хозяйство. Животноводство (разведение маралов).

## Транспорт
Находится на автодороге регионального значения «Подъезд к с. Мараловодка» (Постановление Правительства Республики Алтай от 21.06.2012 № 20-36 «О перечне наименований населенных пунктов, пересекаемых рек, ручьев, расположенных на территории Республики Алтай вдоль трасс автомобильных дорог общего пользования, на алтайском языке»).
Просёлочные дороги.